# Gayophytum diffusum
Gayophytum diffusum là một loài thực vật có hoa trong họ Anh thảo chiều. Loài này được Torr. & A.Gray mô tả khoa học đầu tiên năm 1840.

## Hình ảnh

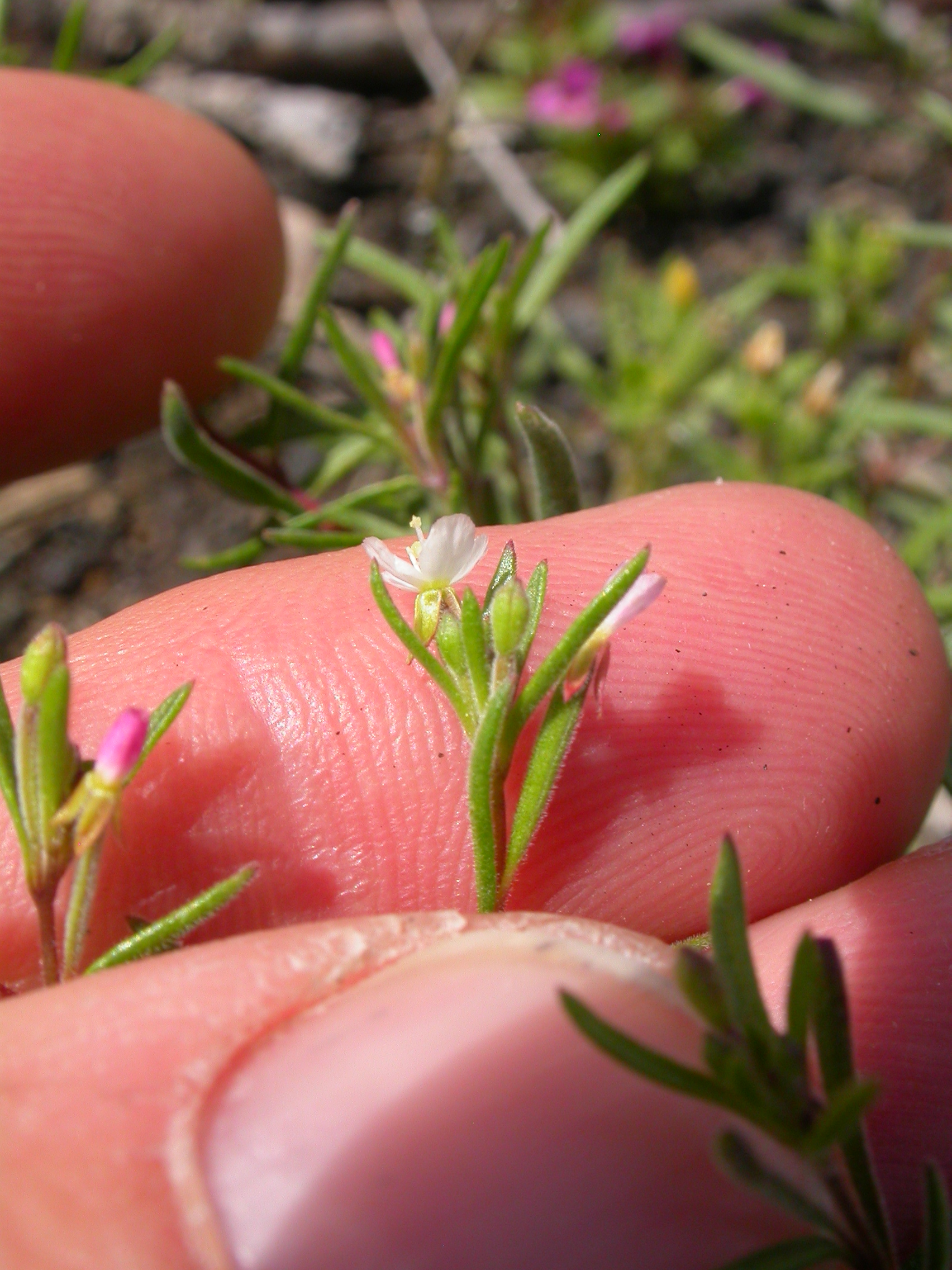
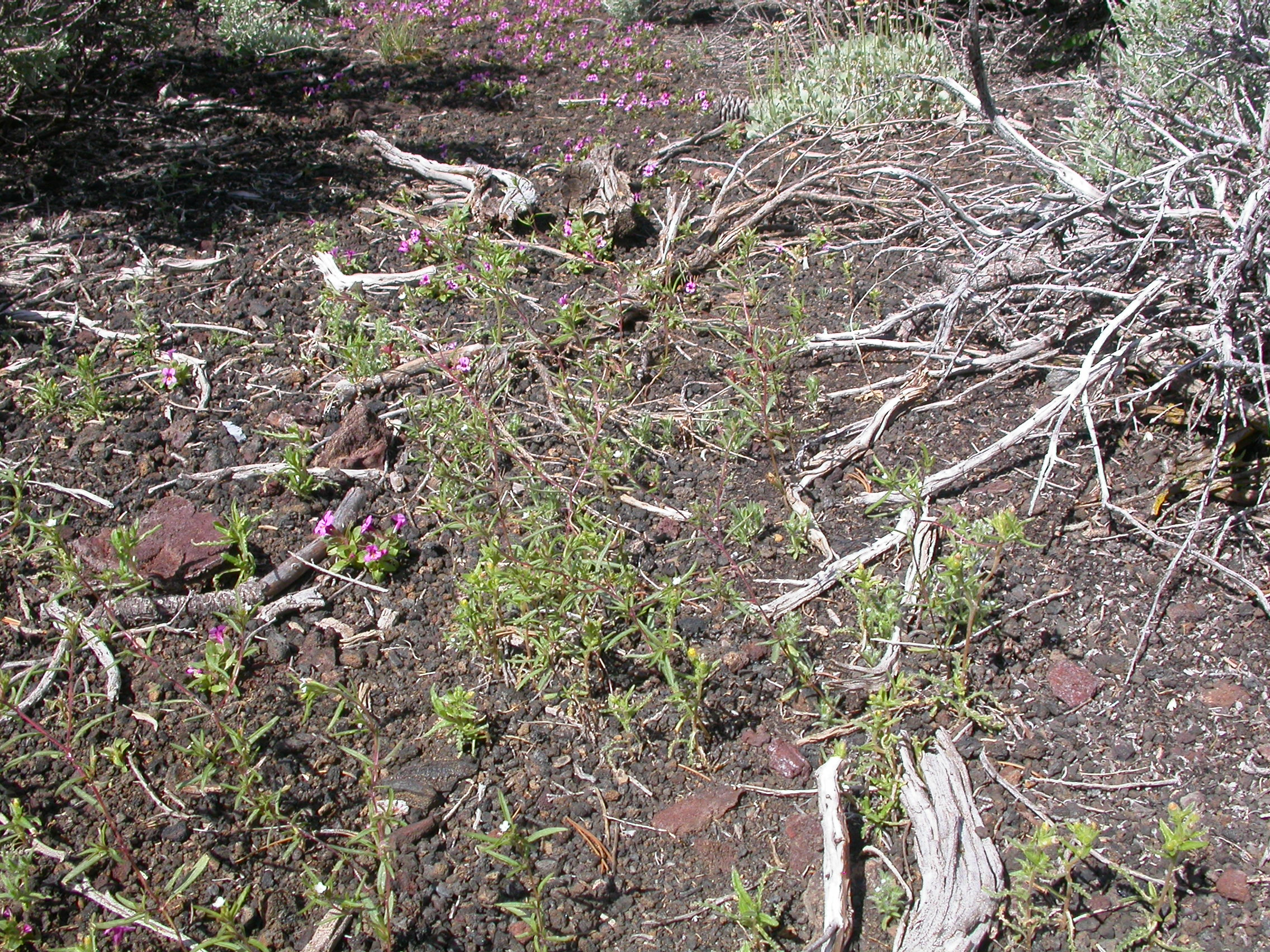
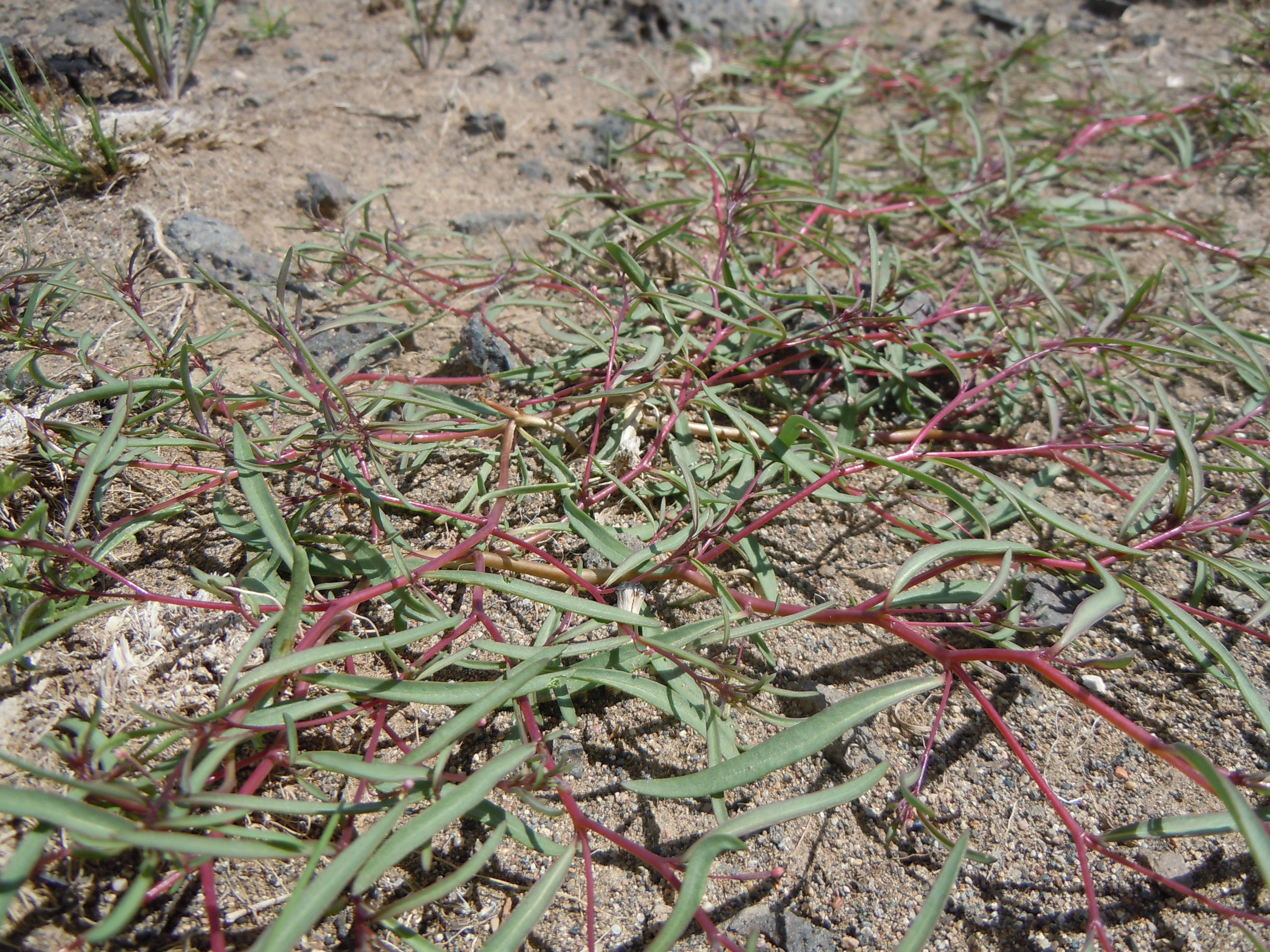
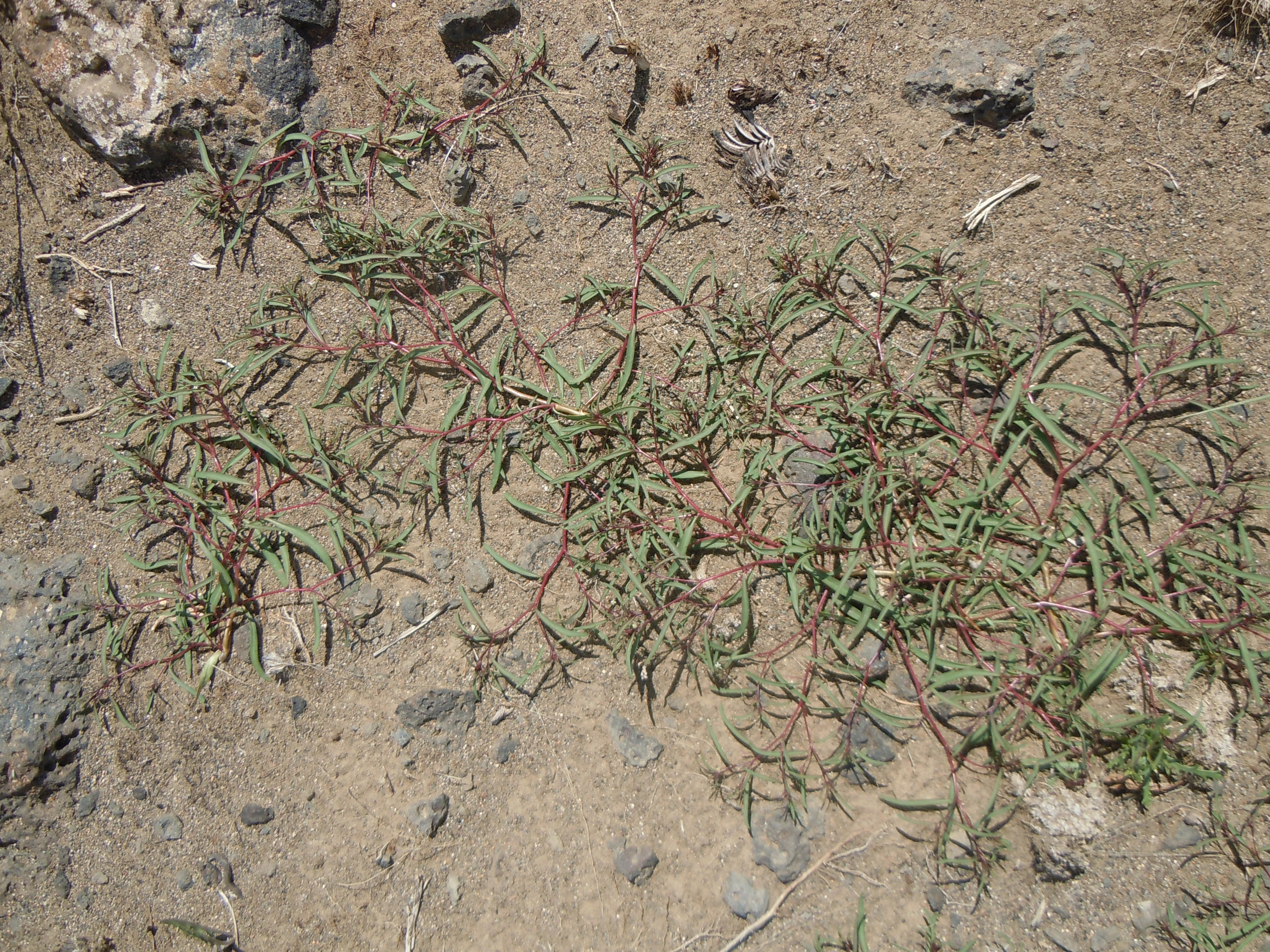